# Anischnogaster
Anischnogaster  (лат.) — род ос (Stenogastrinae) из семейства складчатокрылых ос (Vespidae). 5 видов. Эндемики Новой Гвинеи. Небольшие стройные осы с очень длинным узким стебельком (петиоль) между грудкой и брюшком (осиная талия). Длина 11—15 мм. В нижней части головы затылочный киль соединяется с гипостомальным килем. Второй сегмент максиллярных щупиков вдвое длиннее третьего. Мезоскутум грубо морщинистый. Членики лапок средней пары ног самцов симметричные. Мандибулы самцов с 1 или 2 апикальными зубцами. 2-й метасомальный сегмент узловидный в базальной части. Проподеальные вальвулы крупные. Проксимальный зубец мандибул самцов притуплённый. Филогенетический анализ показал, что род Anischnogaster является сестринским к кладе (Parischnogaster + Metischnogaster), а все вместе к группе (Stenogaster + Eustenogaster). Гнёзда примитивные, открытые, состоят из нескольких и чаще одиночных ячеек, прикреплённых к ветвям деревьев.
- Anischnogaster dubia Van der Vecht, 1972[1]
- Anischnogaster iridipennis (Smith, 1859) (=Ischnogaster iridipennis)
- Anischnogaster laticeps Van der Vecht, 1972[1]
- Anischnogaster loriai Buysson, 1909
- Anischnogaster spilaspis Cameron, 1913